# Triatominae
Triatominae (česky neformálně líbající ploštice či nepřesně líbající brouci) jsou podčeleď ploštic z čeledi zákeřnicovití (Reduviidae), medicínský důležitá tím, že zahrnuje přenašeče prvoka Trypanosoma cruzi způsobujícího Chagasovu nemoc.

## Popis
Zákeřnice z podčeledi Triatominae se svým chováním podobají štěnicím, ovšem lze je od nich snadno odlišit přítomností křídel a většími rozměry. Celková délka těla činí u nejmenších druhů asi 5 mm a u největších až 45 mm. Hlava má více či méně kuželovitý tvar, dlouhý a tenký sosák zůstává v klidu sklopen pod ní a ploštice jej vyklopuje až těsně před sáním krve. Na hlavě jsou patrná dlouhá, dopředu směřující tykadla tvořená čtyřmi či pěti články, stejně jako vyčnívající oči a přídatná očka. Zadeček je oválný a u nenakrmených jedinců plochý, jeho okraje se mírně stáčí směrem nahoru. Většinu těla překrývají kožovité polokrovky a blanitá křídla; z hrudi je v klidu nápadná pouze lichoběžníkovitá předohruď neboli pronotum a trojúhelníkový štítek neboli mesoscutellum, ze zadečku pak pouze jeho okraje. Každá kráčivá končetina nese pět článků a dva drápky. Zbarvení se pohybuje v červenočerných a šedočerných odstínech.

## Chování a ekologie
Zákeřnice z podčeledi Triatominae jsou hematofágové vyskytující se zejména v Latinské Americe. Přirozeně žijí na půdním povrchu, v doupatech různých zvířat (jako jsou křečci rodu Neotoma nebo pásovci), dále na kořenech či kmenech vzrostlých i padlých stromů, ve skalních škvírách, ale i na stromech – oblíbené útočiště jim poskytuje palmové listí. Aktivní bývají zejména během noci, krev jim však nevadí sát i během dne. Na nová stanoviště se přesouvají lezením či letem (létají pouze dospělci, a to rychlostí okolo 1–1,5 m/s), anebo na tělech hostitelů. Krev sají obě pohlaví, přičemž hostiteli bývají zejména různí obratlovci. Na jedno nasátí přijmou od 6 mg až po více než 275 mg krve. Samotné sání hostitele nebolí.
Vývoj těchto zákeřnic zahrnuje pět až osm nymfálních instarů, může trvat i několik let – nymfy přečkají i dlouhé období hladovění. Nymfy neumí létat a před svlékáním se musí dostatečně vykrmit, jejich správný vývoj závisí i na přítomnosti symbiotických aktinomycet. Samice se začínají pářit brzy po posledním svleku, obvykle hned několikrát, ovšem k oplození vajíček většinou stačí jen jedno spáření. Asi za 1–3 týdny po spáření začínají klást vajíčka, někdy volně, jindy na listy, či dokonce na peří (jsou-li hostiteli ptáci). Velikost snůšky je variabilní, činí asi 100–600 vajíček. Vajíčka mají lesklý a hladký povrch, tvarem bývají soudečkovitá, zbarvením smetanová až (postupně) načervenalá. Jejich vývoj trvá 8–30 dní. V optimálních laboratorních podmínkách se dospělci dožívají asi 12 měsíců, v přírodě je doba dožití kratší.

## Význam
Mezi medicínsky nejvýznamnější druhy patří Triatoma infestans, Rhodnius prolixus a Panstrongylus megistus, přenašeči prvoka Trypanosoma cruzi způsobujícího Chagasovu nemoc. K nákaze infekčními stádii trypanosom dochází zejména kontaminací drobných oděrek nebo spojivkového vaku výkaly ploštic během sání. Samotné kousnutí může vést též k anafylaktické reakci. Poněvadž ploštice často napadají obličej spících lidí, vysloužily si přívlastek „líbající“; člověk nicméně představuje spíše příležitostného hostitele. Ve venkovských oblastech Latinské Ameriky se zákeřnice skrývají zejména ve škvírách místních relativně jednoduchých obydlí, případně na střechách z palmových listů. Zákeřnice infikované T. cruzi však byly objeveny i na jihovýchodě Spojených států amerických.

## Systematika
Níže je uveden seznam tribů zákeřnic podčeledi Triatominae:
- Alberproseniini Martínez & Carcavallo, 1977
- Bolboderini Usinger, 1944
- Cavernicolini Usinger, 1944
- Linshcosteini Carcavallo, Jurberg, Lent, Noireau & Galvão, 2000
- Rhodniini Pinto, 1926
- Triatomini Jeannel, 1919